# Lavabates takakuwai
Lavabates takakuwai är en mångfotingart som beskrevs av Karl Wilhelm Verhoeff 1941. Lavabates takakuwai ingår i släktet Lavabates och familjen tråddubbelfotingar. Inga underarter finns listade i Catalogue of Life.